# Didynamipus sjostedti
Didynamipus sjostedti – gatunek płaza bezogonowego z rodziny ropuchowatych (Bufonidae), zwany po angielsku „ropuchą czteropalczastą” (four-digit toad).

## Systematyka
Jest to jedyny przedstawiciel rodzaju Didynamipus. Jego najbliższy krewny to Nimbaphrynoides.

## Występowanie
Płaz występuje na zachodzie Afryki Środkowej. Izolowane populacje występują w południowo-wschodniej Nigerii nieopodal granicy z Kamerunem, w zachodnim Kamerunie niedaleko wybrzeża Oceanu Atlantyckiego, a także na wyspie Bioko należącej do Gwinei Równikowej.
Gatunek bytuje na wysokości 200–1200 metrów nad poziomem morza. Zwierzę preferuje nizinne i podgórskie wilgotne lasy, występując na ich obrzeżach i polanach, choć widywano je także w lasach wtórnych i na polach uprawnych.

## Rozmnażanie
Nauka nie posiada zbyt wielu informacji o tym gatunku, ale podejrzewa się, że może on rozmnażać się na ziemi i być żyworodny, gdyż zjawisko takie występuje u już wspomnianego blisko spokrewnionego z nim rodzaju, a ponadto jeden z badaczy znalazł w ściółce leśnej osobnika z kłębkiem 10 jaj.

## Status
W Czerwonej księdze gatunków zagrożonych IUCN płaz ten od 2017 roku klasyfikowany jest jako gatunek narażony (VU, ang. Vulnerable); wcześniej, od 2004 roku uznawano go za gatunek zagrożony (EN, ang. Endangered).
Lokalnie gatunek jest bardzo liczny, ale liczebność populacji spada. Płaz ten występuje w kilku obszarach chronionych, w tym w parkach narodowych.